# Basino (século VI)
Basino (em latim: Basinus), também conhecido como Bisino (Bisinus), Bessino (Bessinus) Fisudo e Piseno, foi um rei turíngio ativo durante os séculos V e VI. Christian Settipani deduziu com base em Gregório de Tours e na história do Anônimo de Ravena, que Basino foi um rei importante em sua época, o fundador da Grande Turíngia, apesar de não ter vivido para além de 511. Seu poder lhe permitiu fazer alianças com os lombardos e ostrogodos.
Basino teve uma esposa de nome desconhecido. Segundo o Origo Gentis Langobardorum de Paulo Diácono, a mãe do rei lombardo Audoíno (r. 546–560) era esposa de um rei chamado Pissae. Alguns autores identificam este rei Pissa com Basino, embora a interpretação não seja consensual. Alguns especulam que Pissae não é o nome de um indivíduo, mas de um povo, de modo que Pissae rex deveria ser traduzido como "Rei dos Pissas". Seja como for, sabe-se que eles tiveram quatro filhos:
- Baderico - co-rei turíngio; assassinado[5]
- Bertacário - co-rei turíngio; assassinado[6]
- Hermanfredo - casar-se-ia com Amalaberga, sobrinha do rei Teodorico, o Grande (r. 474–526)[7]
- Radegunda - casar-se-ia com o rei lombardo Vacão (r. 510–539),[8] pai de Audoíno[4]